# Clive Thomas
John Clive Thomas (Treorchy, 27 de junho de 1936) é um ex-árbitro de futebol galês.

## Carreira
Na juventude, Thomas pensava em ser jogador de futebol, mas uma lesão no joelho o impediu de seguir a carreira como atleta. Aos 16 anos, começou a trabalhar como árbitro em campeonatos amadores, e em 1964 passou a apitar em jogos do Campeonato Inglês. Em nível internacional, apitou as Copas de 1974 e 1978, além da Eurocopa de 1976.

## Polêmicas
Em sua carreira como árbitro, envolveu-se em algumas polêmicas: na semifinal da Copa da Inglaterra entre Ipswich Town e West Ham, em 1975, anulou um gol de Bryan Hamilton, do Ipswich, alegando impedimento que não existiu; em outra semifinal, desta vez na Eurocopa de 1976, foi alvo de reclamações de jogadores da Seleção Holandesa, que reclamaram falta de Antonín Panenka sobre Johan Cruijff no lance que originou o gol de Zdeněk Nehoda. Ao contestar o lance, Willem van Hanegem levou cartão vermelho.
No ano seguinte, voltou a anular um gol de Bryan Hamilton, que defendia o Everton na época, na final da Copa da Inglaterra contra o Liverpool. A decisão de Thomas foi criticada até por torcedores do Liverpool. E na decisão da Copa da Liga em 1981, foi a vez da torcida do West Ham contestar um erro do árbitro, ao validar um gol do zagueiro Alan Kennedy - o meio-campista Sammy Lee estava impedido no lance, chegando a se abaixar para não ser atingido pela bola.
Porém, seria no jogo entre Brasil e Suécia, pela Copa de 1978, que o galês tornou-se mais conhecido: após uma cobrança de escanteio, Zico fez o gol que daria a vitória ao Brasil, inexplicavelmente anulado por Thomas, que alegou ter encerrado o jogo com a bola no ar (a regra dita que o jogo só pode ser encerrado após a conclusão do lance de ataque). O erro custou caro a ele, que foi afastado da competição.

## Links
- Perfil de Clive Thomas (em inglês)